# بایونیک (ترانه)
«بایونیک» (به انگلیسی: Bionic) ترانه‌ای از هنرمند اهل ایالات متحده آمریکا کریستینا آگیلرا است. این ترانه در آلبوم بایونیک قرار داشت.